# Faribault County
Faribault County er et county i den amerikanske delstat Minnesota. Amtet ligger i den sydlige del af delstaten og grænser op til Blue Earth County i nord, Waseca County i nordøst, Freeborn County i øst og mod Martin County i vest. Amtet grænser også op til delstaten Iowa i syd.
Faribault totale areal er 1.869 km² hvoraf 21 km² er vand. I 2000 havde amtet 16.181 indbyggere. Amtets administration ligger i byen Blue Earth. 
Amtet har fået sit navn efter Jean Baptiste Faribault.

## Demografi
Ifølge folketællingen fra 2000 boede der 16.181 personer i amtet. Der var 6.652 husstande med 4.476 familier. Befolkningstætheden var 9 personer pr. km². Befolkningens etniske sammensætning var som følger: 97,11 % hvide, 0,24 % afroamerikanere.
Der var 6,652 husstande, hvoraf 28,50 % havde børn under 18 år boende. 57,80 % var ægtepar, som boede sammen, 6,10 % havde en enlig kvindelig forsøger som beboer, og 32,70 % var ikke-familier. 29,70 % af alle husstande bestod af enlige, og i 16,80 % af tilfældene boede der en person som var 65 år eller ældre.
Gennemsnitsindkomsten for en hustand var $34.440 årligt, mens gennemsnitsindkomsten for en familie var på $41.793 årligt.